# 플레이스테이션 클래식

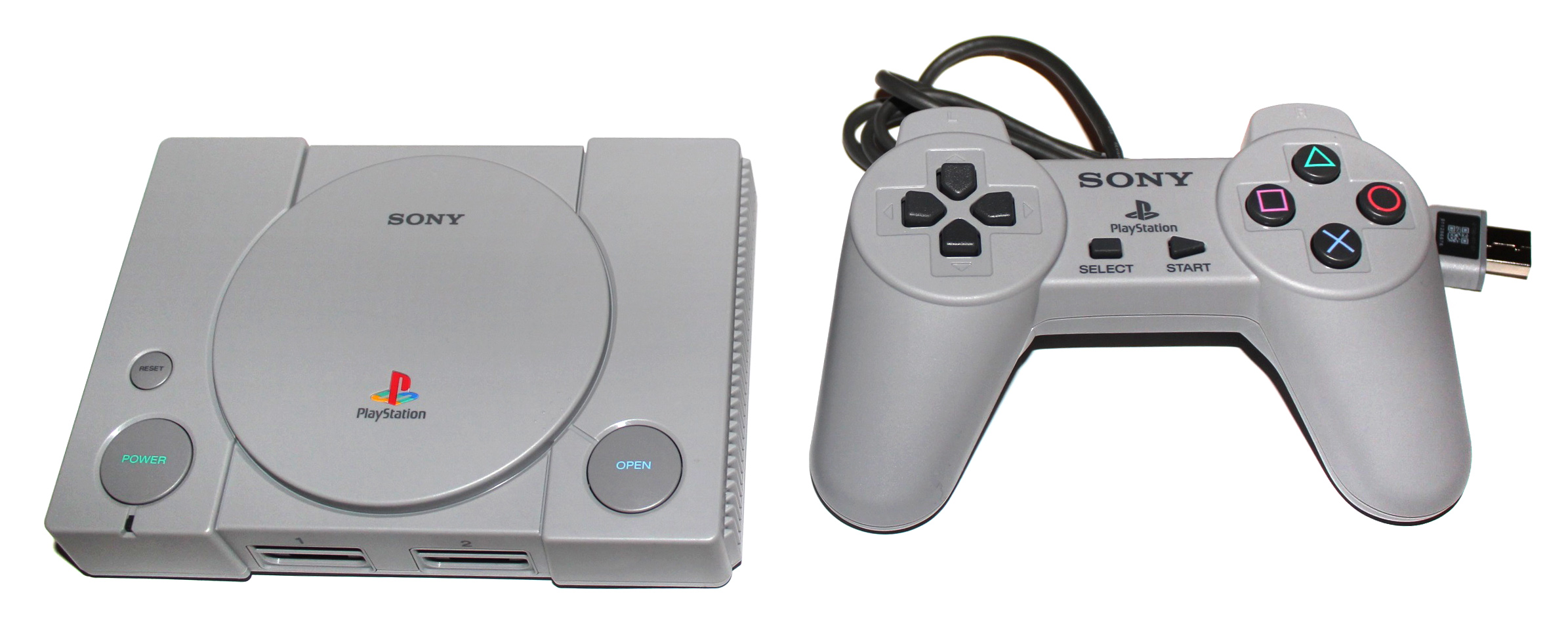
플레이스테이션 클래식의 모습.

플레이스테이션 클래식(영어: PlayStation Classic)은 1994년 플레이스테이션 콘솔을 대상으로 출시된 게임들을 에뮬레이트하는 소니 인터랙티브 엔터테인먼트 전용 비디오 게임 콘솔이다. 2018년 9월 도쿄 게임 쇼에서 발표되었으며 2018년 12월 3일 오리지널 콘솔의 출시 24주년을 기념하여 출시되었다. 이 콘솔은 경쟁작 닌텐도의 이전 NES 클래식 에디션과 슈퍼 NES 클래식 에디션 미니 콘솔과 비교되고 있다.

## 사양
플레이스테이션 클래식에는 2개의 플레이스테이션 컨트롤러 복제물(아날로그 스틱이 없는 오리지널 모델), HDMI 케이블, USB 마이크로A-표준 USB-A 케이블이 동봉되어 있다. 콘솔을 위한 AC 어댑터는 별매이다. 콘솔의 무게는 대략 170 그램 (0.37 lb), 크기는 대략 149 mm × 33 mm × 105 mm (5.9 in × 1.3 in × 4.1 in)이며 이는 용적 면에서 오리지널 플레이스테이션에 비해 80% 더 작으며 너비와 길이 면에서는 45% 더 작다. 컨트롤러, HDMI 출력을 위한 포트, 그리고 USB를 경유한 전원이 포함된다. 컨트롤러 코드의 길이는 대략 1.5 미터 (4.9 ft)이다. 플레이스테이션 메모리 카드는 사용할 수 없다. 내부적으로 콘솔은 1.5 GHz의 미디어텍 MT8167a 쿼드 A35 SoC와 Power VR GE8300 GPU를 사용한다. 16 GB의 eMMC 플래시 스토리지와 1 GB의 DDR3 메모리를 탑재하고 있다.
클래식은 게임을 플레이하기 위해 자유-오픈 소스 에뮬레이터 PCSX의 ReARMed 브랜치를 사용한다.

## 게임
| 게임                            | NA/PAL/한국/동남아시아 | 일본/타이완/홍콩 |
| ------------------------------- | ---------------------- | ---------------- |
| 아크 더 래드                    | No                     | Yes              |
| 아크 더 래드 2                  | No                     | Yes              |
| 아머드 코어                     | No                     | Yes              |
| 배틀 아레나 토신덴 PAL          | Yes                    | Yes              |
| 쿨 보더스 2 PAL                 | Yes                    | No               |
| 디스트럭션 더비 PAL             | Yes                    | No               |
| 파이널 판타지 VII               | Yes                    | Yes              |
| G 다리우스                      | No                     | Yes              |
| 그라디우스 외전                 | No                     | Yes              |
| 그랜드 테프트 오토 PAL          | Yes                    | No               |
| 인텔리전트 큐브                 | Yes                    | Yes              |
| 점핑 플래시! PAL                | Yes                    | Yes              |
| 메탈 기어 솔리드                | Yes                    | Yes              |
| 미스터 드릴러                   | Yes                    | Yes              |
| 오드월드: 에이브의 오딧세이 PAL | Yes                    | No               |
| 패러사이트 이브                 | No                     | Yes              |
| R4: 릿지 레이서 타입 4          | Yes                    | Yes              |
| 레이맨                          | Yes                    | No               |
| 바이오하자드 감독컷 PAL         | Yes                    | Yes              |
| 여신이문록 페르소나             | Yes                    | Yes              |
| 사가 프론티어                   | No                     | Yes              |
| 슈퍼 퍼즐 파이터 II 터보        | Yes                    | Yes              |
| 사이폰 필터                     | Yes                    | No               |
| 철권 3 PAL                      | Yes                    | Yes              |
| 톰 클랜시의 레인보우 식스 PAL   | Yes                    | No               |
| 트위스티드 메탈                 | Yes                    | No               |
| 와일드 암즈                     | Yes                    | Yes              |
| XI [sái]                        | No                     | Yes              |

 These five games were first announced on September 18, 2018, ahead of the full game list reveal on October 29, 2018.
^ PAL . These games use the PAL releases.
1. ↑  The Japanese console uses the western version of Final Fantasy VII, titled Final Fantasy VII International.
2. ↑  Resident Evil: Director's Cut was titled Bio Hazard: Director's Cut in Japan.
3. ↑  Super Puzzle Fighter II Turbo was titled Super Puzzle Fighter II X in Japan.

## 평가
| 평가                                                         |        |
| ------------------------------------------------------------ | ------ |
| 평론 점수 평론사 점수 게임스레이더+ [ 12 ] IGN 5.5/10 [ 13 ] |        |
| 평론 점수                                                    |        |
| 평론사                                                       | 점수   |
| 게임스레이더+                                                | [ 12 ] |
| IGN                                                          | 5.5/10 |